# Johan-Olav Botn
Johan-Olav Smørdal Botn (ur. 18 czerwca 1999 w Stårheim) – norweski biathlonista.
Początkowo uprawiał biegi narciarskie, w zawodach biathlonowych startuje od 2019 roku. W zawodach Pucharu Świata zadebiutował 5 stycznia 2024 roku w Oberhofie, gdzie zajął 26. miejsce w sprincie. Tym samym w debiucie zdobył pierwsze pucharowe punkty. Na podium zawodów Pucharu Świata po raz pierwszy stanął 9 marca 2024 roku w Soldier Hollow, kończąc rywalizację w sprincie na trzeciej pozycji. Wyprzedzili go jedynie Francuzi: Éric Perrot i Émilien Jacquelin. W klasyfikacji generalnej sezonu 2023/2024 zajął 29. miejsce.
W styczniu 2024 roku wystartował na mistrzostwach Europy w Osrblie. Zdobył tam złoty medal w sztafecie mieszanej oraz srebrne w sprincie i biegu indywidualnym.

## Osiągnięcia

### Mistrzostwa Europy
| Rok  | Miejscowość | Konkurencje | Konkurencje | Konkurencje | Konkurencje | Konkurencje | Konkurencje | Konkurencje |
| Rok  | Miejscowość | IN          | SP          | PU          | MS          | RL          | MR          | SR          |
| ---- | ----------- | ----------- | ----------- | ----------- | ----------- | ----------- | ----------- | ----------- |
| 2024 | Osrblie     | 2.          | 2.          | 11.         | nd.         | nd.         | 1.          | –           |

### Puchar Świata
| Sezon     | Miejsce |
| --------- | ------- |
| 2023/2024 | 29.     |

#### Miejsca na podium chronologicznie
| Lp. | Dzień   | Rok  | Miejscowość    | Konkurencja     | Lokata | Pudła | Czas biegu | Strata | Zwycięzca   |
| --- | ------- | ---- | -------------- | --------------- | ------ | ----- | ---------- | ------ | ----------- |
| 1.  | 9 marca | 2024 | Soldier Hollow | Sprint na 10 km | 3.     | 0+0   | 22:23,7    | +11,3  | Éric Perrot |